# Bad Blood 2004
Bad Blood 2004  è stata la terza edizione dell'omonimo pay-per-view prodotto dalla WWE. L'evento, esclusivo del roster di Raw, si è svolto il 13 giugno 2004 alla Nationwide Arena in Columbus.

## Storyline
A Backlash, Chris Benoit sconfisse Triple H e Shawn Michaels in un Triple Threat match, mantenendo il World Heavyweight Championship grazie alla Sharpshooter, con la quale sottomise Michaels. Nella puntata di Raw del 3 maggio, il General Manager Eric Bischoff annunciò un match titolato tra Benoit e Michaels. Tale match fu vinto da Benoit, che mantenne il titolo grazie all'interferenza di Triple H. Nella puntata di Raw del 10 maggio, un match tra Triple H e Shelton Benjamin terminò in no-contest a causa dell'attacco di Michaels ai danni di HHH; ciò portò Bischoff a sospendere Michaels. La settimana successiva, a Raw, ebbe luogo una battle royal in cui il vincitore sarebbe diventato il primo sfidante al titolo di Benoit a Bad Blood. Durante il match, Michaels interferì ed eliminò Triple H. Nella puntata di Raw del 24 maggio, Bischoff annunciò che Triple H e Shawn Michaels si sarebbero affrontati in un Hell in a Cell match a Bad Blood.
Nella puntata di Raw del 17 maggio, Kane vinse una battle royal diventando il primo sfidante al World Heavyweight Championship di Chris Benoit a Bad Blood. Nella puntata di Raw del 31 maggio, durante il suo match contro Eugene, Kane lo attaccò con una sedia d'acciaio e lo colpì con una chokeslam all'interno del ring. Successivamente, Benoit si presentò sul ring in aiuto di Eugene. La settimana successiva, a Raw, Benoit ed Edge vennero sconfitti da La Résistance (Sylvain Grenier e Robért Conway) e Kane in un 2-on-3 Handicap match, con Kane che colpì Benoit con una chokeslam per ottenere lo schienamento vincente.
Nella puntata di Raw del 17 maggio, il WWE Intercontinental Champion Randy Orton si presentò sul ring per tenere un discorso. Orton, però, venne interrotto da Shelton Benjamin che lo sfidò ad un match valido per il titolo intercontinentale. Orton rifiutò la sfida lanciatagli da Benjamin e quest'ultimo lo attaccò fisicamente. La settimana successiva, a Raw, Benjamin e Chris Jericho sconfissero l'Evolution (Orton e Batista) in un tag team match. Nella puntata di Raw del 31 maggio, venne annunciato che Orton avrebbe difeso l'Intercontinental Championship contro Benjamin a Bad Blood.

## Evento
Prima della messa in onda dell'evento, Batista sconfisse Maven a Sunday Night Heat.

### Match preliminari
Il primo match dell'evento fu quello valevole per il World Tag Team Championship tra la coppia campione de La Résistance contro quella sfidante formata da Chris Benoit e Edge. Durante le fasi iniziali del match, La Résistance si portò in vantaggio dopo che Conway gettò Edge contro le barricate di sicurezza. Nel finale, Benoit applicò la Crippler Crossface su Grenier, ma Kane interferì e colpì Benoit con un big boot. Di conseguenza, il match terminò con la vittoria di Benoit e Edge per squalifica, ma dato ciò La Résistance mantenne i titoli di coppia.
Il match successivo fu tra Chris Jericho e Tyson Tomko. Durante il match, entrambi si portarono in vantaggio l'uno sull'altro, finché Tomko non mise Jericho all'angolo per poi iniziare a colpirlo con numerose gomitate. In seguito, Jericho tentò di eseguire un Lionsault, ma Tomko evitò l'attacco. Il match terminò con la vittoria di Jericho dopo l'esecuzione di un enzuigiri su Tomko.
Il terzo match fu quello valevole per l'Intercontinental Championship tra il campione Randy Orton e lo sfidante Shelton Benjamin. Il match iniziò con Benjamin che eseguì un dropkick su Orton per gettarlo fuori dal ring. In seguito, Benjamin uscì dal quadrato e gettò Orton oltre le barricate di sicurezza. Successivamente, Orton si portò in vantaggio su Benjamin dopo che Ric Flair interferì per distrarre quest'ultimo. Nel finale, Benjamin saltò dalla terza corda del ring per lanciarsi contro Orton, ma il campione rovesciò l'attacco aereo di Benjamin in un roll-up per vincere il match e mantenere il titolo.
L'incontro che seguì fu il Fatal 4-Way match valevole per il Women's Championship tra la campionessa Victoria e le sfidanti Trish Stratus, Lita e Gail Kim. Il match iniziò con Victoria e Lita che attaccarono insieme Trish, la quale poi si rifugiò all'esterno del ring. In seguito, Victoria e Lita attaccarono la Kim, ma Trish trascinò Lita fuori dal quadrato. Successivamente, Victoria eseguì un moonsault dalla terza corda impattando contro la Kim. Lita effettuò poi una DDT sulla Kim. Nel finale, Trish schienò Lita con un roll-up per vincere il match e conquistare il titolo femminile.
Il quinto match fu tra Eugene e Jonathan Coachman. Il match iniziò con Eugene che eseguì un arm drag su Coachman per poi colpirlo con varie testate. In seguito, una donna sconosciuta si presentò a bordo ring con un vassoio pieno di biscotti, che Coachman offrì a Eugene. La donna attirò poi Eugene all'esterno del quadrato e quest'ultimo scese dal ring per prendere dei biscotti. Dato che Eugene stava per prendere i biscotti, Coachman ne approfittò per colpire Eugene con il vassoio. Successivamente, Garrison Cade interferì in favore di Coachman, ma Eugene riuscì comunque a schivare gli attacchi di quest'ultimo, il quale finì poi con il colpire lo stesso Cade. Dato ciò, Eugene eseguì una Rock Bottom su Coachman per poi schienarlo e vincere il match.

### Match principali
Il match seguente fu quello valevole per il World Heavyweight Championship tra il campione Chris Benoit e lo sfidante Kane. Il match iniziò con Benoit che si portò in vantaggio su Kane eseguendo svariate chop. A metà match, Kane colpì Benoit con una sidewalk slam per poi gettarlo all'esterno del ring. Kane uscì poi dal quadrato e prese Benoit per lanciarlo contro il paletto del ring, ma il campione contrattaccò e fu lo stesso Kane a collidere contro il paletto d'acciaio. Dopo aver bloccato un tentativo di Crippler Crossface, Kane eseguì una Chokeslam su Benoit, ma ottenne solamente un conto di due. Nel finale, Kane provò a lanciarsi addosso a Benoit con una flying clothesline, ma quest'ultimo rovesciò l'attacco in una Crippler Crossface, alla quale Kane riuscì a opporre resistenza. Nel tentativo da parte di entrambi di divincolarsi, Benoit effettuò un roll-up su Kane per vincere il match e mantenere il titolo.
Il main event fu l'Hell in a Cell match tra Shawn Michaels e Triple H. Il match iniziò con Michaels che atterrò Triple H con una Lou Thesz Press per poi gettarlo contro il muro metallico della struttura, aprendogli una ferita alla testa. In seguito, Triple H si portò in vantaggio su Michaels dopo aver contrattaccato un piledriver di quest'ultimo con un back body drop. Successivamente, Triple H colpì Michaels con dei gradoni d'acciaio, che causarono l'apertura di una ferita alla fronte di HBK. Michaels prese poi una scala da sotto il ring e la utilizzò per colpire Triple H. In seguito, Michaels posò Triple H su di un tavolo per poi salire sulla cima della scala e lanciarcisi addosso con un diving elbow drop mandando, così, in frantumi il tavolo. Triple H si riprese ed effettuò il Pedigree su HBK, ma ottenne solamente un conto di due. Michaels si rialzò e sorprese Triple H colpendolo con la Sweet Chin Music, ma The Game si liberò al conto di due. Triple H eseguì poi due Pedigree su Michaels per schienarlo e vincere la contesa concludendo, così, questo lunghissimo match. Al termine del match, il pubblico riservò una standing ovation a Michaels per l'incontro appena disputato.

## Risultati
| #    | Incontri                                                                   | Stipulazioni                                          | Durata |
| ---- | -------------------------------------------------------------------------- | ----------------------------------------------------- | ------ |
| Heat | Batista ha sconfitto Maven                                                 | Single match                                          | 03:44  |
| 1    | Edge e Chris Benoit hanno sconfitto La Résistance (c) per squalifica       | Tag team match per il World Tag Team Championship     | 10:15  |
| 2    | Chris Jericho ha sconfitto Tyson Tomko (con Trish Stratus)                 | Single match                                          | 05:57  |
| 3    | Randy Orton (c) ha sconfitto Shelton Benjamin                              | Single match per il WWE Intercontinental Championship | 15:02  |
| 4    | Trish Stratus (con Tyson Tomko) ha sconfitto Gail Kim, Lita e Victoria (c) | Fatal four-way match per il WWE Women's Championship  | 04:43  |
| 5    | Eugene ha sconfitto Jonathan Coachman                                      | Single match                                          | 07:37  |
| 6    | Chris Benoit (c) ha sconfitto Kane                                         | Single match per il World Heavyweight Championship    | 17:49  |
| 7    | Triple H ha sconfitto Shawn Michaels                                       | Hell in a cell match                                  | 47:26  |